# Melgar (Colombie)
Pour les articles homonymes, voir Melgar.
Melgar est une ville de Colombie, située dans le département de Tolima, à 98 km, soit deux heures et demie de route environ, au sud-ouest de Bogota.
Elle se trouve dans la vallée du rio Sumapaz, tout près de sa confluence avec le rio Magdalena.
La municipalité de Melgar est limitée au nord par le département de Cundinamarca, à l'est par la municipalité de Icononzo, au sud par el Carmen de Apicalá y Cunday et à l'ouest par Carmen de Apicalá.
Melgar est connue en Colombie sous le surnom de « Ville des piscines » (Ciudad de las piscinas) ou « Mer de piscines » (Mar de piscinas) ou encore « Mer intérieure de Colombie » (Mar interior de Colombia), en référence au nombre élevé de bassins privés ou publics qui s'y trouvent. Il y en aurait plus de cinq mille en 2008 d'après les prospectus et sites web touristiques.
Son climat est chaud et plutôt sec, avec des températures variant entre 28  et   35 °C.
Melgar est un lieu de villégiature, notamment pour les habitants de Bogotá et aussi pour les militaires. En effet, ses environs, « el Valle de Melgar », permettent la pratique de nombreux sports d'eau vive et de plein air comme le canoë, le kayak, la baignade, la spéléologie, l'escalade, la randonnée pédestre… Plus de 75 hôtels en 2008 attendaient les touristes locaux et internationaux.
Melgar abrite également plusieurs bases militaires :
- une base aérienne ;
- une base d'infanterie.

La Route panaméricaine passe par Melgar, ainsi que l'autoroute qui relie Bogotá à Girardot.

## Données générales
- Altitude : 323 mètres
- Température maximale : 36 °C
- Température mínimale : 28 °C
- Distance de Bogotá : 98 km
- Distance à Ibagué (capitale du département) : 96 km
- Extension de la commune : 196 km2
- Aire urbaine : 4 km2 (selon les statistiques du DANE pour l'année 2006)
- Aire rurale : 192 km2 (selon les statistiques du DANE pour l'année 2006)
- Population de la commune : 310 920 habitants (selon les statistiques du DANE pour l'année 2006)
- Maire : Eduardo Tautiva Melano
- Diocèse : El Espinal
- District Judiciaire : Ibagué
- Circonscription électorale : Tolima

## Histoire
À l'époque précolombienne, la région où se trouve aujourd'hui Melgar était peuplée d'indiens de type caribéen, les Panches, dominant d'autres tribus Sutagos (ou Sutagaos), Analíes (ou Amalíes), Cualamanes (ou Cualamanaes), Pantàgoras, et Pijaos.
Les Espagnols Hernán Peréz de Quesada (frère de Gonzalo Jiménez de Quesada), Hernán Vanegas Carrillo et Baltazar Maldonado conquirent le site sur les indigènes Panches.
Un établissement y fut fondé par les frères Dominicains avant 1536. Il fut dénommé Cualamana par le cacique Cuala, du nom d'une des tribus indiennes locales. Un des premiers évangélisateurs fut Fray Pedro García Matamoros.
En 1537, Juan López de Herrera donna à l'établissement le nom de Villa de Nuestra Señora de Altagracia.
En 1601, ce nom fut changé en La Candelaria, par le Capitaine Juan Lopez de Herrera.
Ultérieurement, la ville prit le nom de Melgar, en hommage à doña Maria López de Melgar, grande dame locale.
La ville brûla lors de fêtes religieuses, à la suite de l'imprudence d'un jeune garçon appelé Cédas. Elle fut reconstruite quelque temps plus tard, en 1798, au bord de la rivière rio Sumapaz.
En 1824, la ville faisait partie du département de Cundinamarca, canton de Fusagasugá.
En 1843 la ville comptait 2 802 habitants ; en 1851, elle n'en comptait plus que 2 600.
En 1855, la ville fut intégrée, avec Cunday et Carmen de Apicalá, à la province de Neiva.
Par décret du 13 novembre 1871, Melgar accède au statut de Municipalité (Municipio) à compter du 1er janvier 1882.

## Économie
Les principales activités de Melgar sont le commerce et le tourisme.
Le secteur agricole repose sur la culture de la banane, du coton, du yuca, de la canne à sucre et du café.

## Fêtes locales
- 29 juin - 2 juillet : Fêtes de Saint-Pierre (Fiestas del San Pedro ou Festival de San Padrino).

- 4 octobre : Fêtes patronales de Saint-François-d'Assise (Fiestas Patronales de San Francisco de Asis).

## Sites et édifices
- Parc Bulira (Parque Bulira), parc urbain au centre de la ville.
- Les Têtes de Doima (Las Tetas de Doima), monticules jumeaux au Nord de Melgar.
- Église Saint Sébastien (Iglesia San Sebastián), construite fin 1800, c'est un lieu de pèlerinage chaque 20 janvier, pour la fête du Saint.
- Rivière Opia (Río Opia), avec ses huit vasques d'eau médicinale dans lesquelles sont élevées des huitres d'eau douce.
- Le Rioprado (Rioprado), avec sa « Cascade de l'Amour » (Cascada del Amor) et la « Lagune Enchantée » (Laguna Encantada).

Aux environs, outre les nombreux centres balnéaires (balnearios), il existe des grottes aquatiques : les « grottes de Palestine » (cuevas de Palestina).

## Hymne de Melgar
Melgar n'échappe pas à la tradition latinoaméricaine des hymnes locaux :
Paroles et musique de Reynaldo Murillo
REFRAIN :
El turismo melgarense

Que al visitante fascina

Hace de nuestra ciudad, Melgar, un mar de piscinas, (bis)

Melgar… amable

Melgar… turística 

Cosmopolita…Melgar, 

Melgar, Melgar, Melgar

I. En el centro de Colombia, 

A orillas del Sumapaz, 

En valla próspero y fértil, 

Allí floreció Melgar.
II. La Melgara y la Palmara 

con sus aguas cristalinas 

y el mirador del tablazo son 

baluartes del Tolima. (Bis)
III. Indios Sutagaos y Panches, 

ante el asedio español, 

Combatieron fieramente 

Prefiriendo la extinción.
IV. Inalí con sus hechizos y 

Cuala con su valor, 

resistieron los embates 

del español invasor.
V. Primero fue en Altagracia 

Y después en Candelaria 

El origen primigenio 

de esta ciudad centenaria
VI. Sacerdotes ominicos 

Doña María de Melgar, 

Los Verástegui y Cadena 

Lo acabaron de fundar.
VII. El Teniente Nicomedes 

Y el Sargento Afanador, 

Sus vidas las frendaron 

Por libertar la Nación.
VIII. Antonio María Lozano 

Con tiza y un pizarrón 

Desde la escultura urbana 

Impartió la educación.
IX. Con CAATA y Tolemaida 

Gustavo Rojas Pinilla 

Contribuyó al progreso 

De nuestra querida Villa.
X. Las fiestas de San Francisco 

Y el Festival de San Padrino 

Son la muestra cultural 

Del ancestro campesino.

## Personnalités liées à la municipalité
- Gustavo Rojas Pinilla (1900-1975) : dictateur mort à Melgar.